# Loughborough University
Univerzita Loughborough (ang. Loughborough University) je veřejná výzkumná univerzita v tržním městě (česky městysu) Loughborough v hrabství Leicestershire v Anglii. Univerzitou je od roku 1966, ale počátky se datují do roku 1909, kdy byl založen malý Technický institut (Technical Institute) poskytující další vzdělávání a kurzy technických předmětů, vědy a umění. V březnu 2013 univerzita oznámila zakoupení bývalých tiskových a vysílacích středisek (press and broadcast centres) v olympijském parku královny Alžběty v Londýně jako druhý kampus. Roční příjmy univerzity v letech 2021–22 činily 9 020 mil. Kč (337.3 milionů liber šterlinků £), z toho 1 048 mil. Kč (39.2 milionu £) z výzkumných grantů a smluv (research grants and contracts income), přičemž výdaje činily 8 483 mil. Kč (317.2 milionu £). Univerzitu v letech 2021–22 navštěvovalo přes 19 400 studentů, je členem Asociace evropských univerzit a Asociace MBA a barvou univerzity je purpurová.

## Fakulty
Univerzita má 3 fakulty s 24 katedrami a více než 30 výzkumnými instituty:
- Přírodovědecká fakulta
  - Chemie
  - Informatika
  - Humanitní studia
  - Informační věda
  - Matematika
  - Fyzika
  - Výzkumný institut pro ergonomii a bezpečnost
  - Institut pro polymerové technologie a materiálových vědách
- Technická fakulta
  - Inženýrství letectví a automobilismu
  - Inženýrství chemie
  - Inženýrství stavitelství
  - Inženýrství elektroniky
  - Systémové inženýrství
  - Wolfsonova škola pro mechanické a výrobní inženýrství

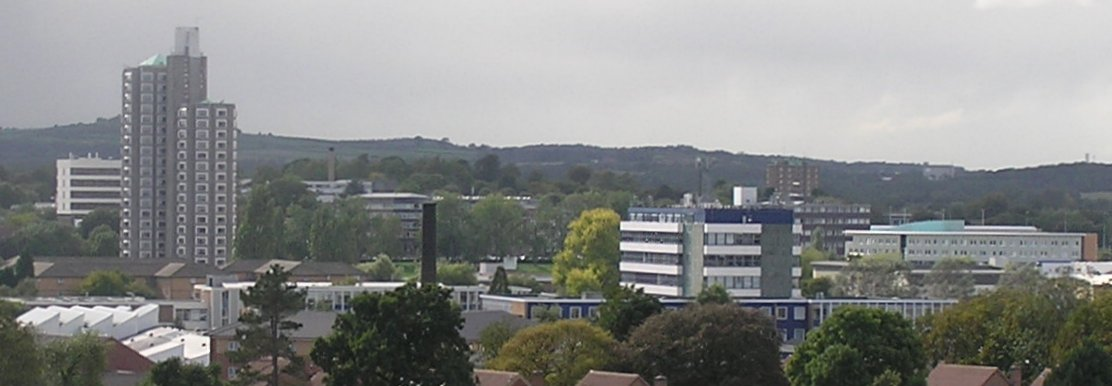
Kampus univerzity z kostelní věže

- Fakulta sociálních a humanitních studií
  - Obchodní škola (School of Business and Economics) – podnikání a ekonomie, kde program Vzdělávání vedoucích pracovníků (Executive Education) získal akreditaci od všech tří hlavních mezinárodních akreditačních orgánů: AACSB International, Asociace MBA (AMBA) a akreditaci Systém zlepšování kvality EFMD (EQUIS) od Evropské nadace pro rozvoj managementu (EFMD).[4]
  - Design & Technologie
  - Ekonomie
  - Angličtina & Drama
  - Politika, mezinárodní vztahy & Evropská studia
  - Geografie
  - Škola sportovních & trenérských věd
  - Škola umění & designu
  - Sociální studia
  - Katedra pro vzdělávání učitelů

## Osobnosti a absolventi
- Steve Backley (* 1969), lehká atletika
- Sebastian Coe (* 1956), lehká atletika a politika
- David Moorcroft (* 1953), lehká atletika
- Jonathan Potter (* 1956), lingvistika
- Paula Radcliffe (* 1973), lehká atletika
- Bridget Riley (* 1931), umělkyně
- Malcolm Sayer (1916–1970), Jaguar-Designer und inženýr
- Susan Waffa-Ogoo (* 1960), gambijská politička